# Anne-Laure Pham
Pour les articles homonymes, voir Pham.
Anne-Laure Pham est une journaliste, auteure et chroniqueuse culinaire française.

## Biographie
Anne-Laure Pham passe son enfance et son adolescence en Seine-Saint-Denis auprès de sa mère, d'origine corse, fonctionnaire dans un musée; son père, dont les parents tiennent un restaurant, est quant à lui, professeur de philosophie et d'origine vietnamienne,. Après ses études d'histoire contemporaine, elle devient journaliste et chroniqueuse . Au fil du temps, elle se spécialise dans les chroniques concernant la cuisine et l'alimentation puis se lance dans l'écriture. 
En 2015, elle publie les ouvrages Viet Nam (avec la chef Céline Pham et l'illustratrice Emma Dufraisseix), puis Biérographie : Comprendre tout l'univers de la bière en 100 dessins et schémas (2015)  avec Elisabeth Pierre, experte biérologue indépendante et l'illustratrice Mélody Denturck et enfin Gin Lovers (2016) . Parallèlement, elle travaille dans le journalisme, contribue à L'Express (site web et magazine) et est rédactrice en chef du magazine culinaire Zeste,, deux titres du groupe Altice Media. Elle travaille ensuite à France Inter, durant trois ans, comme chroniqueuse pour l'émission On va déguster, de François-Régis Gaudry puis en 2016, travaille également à FemininBio, comme directrice des opérations, puis à Vraiment, hebdomadaire généraliste, en tant que rédactrice en chef adjointe Culture, Mieux-vivre,. 
En 2018, elle est diplômée de SciencesPo Paris, titulaire d'un Executive Master Management des Médias et du Numérique.  
Elle est chroniqueuse radio depuis septembre 2018 pour Europe 1, dans le cadre de l'émission La Table des bons vivants, animée par Laurent Mariotte. Elle contribue aussi à des magazines comme L'Obs, Fou de Cuisine, Fou de Pâtisserie. 
Elle est cofondatrice et membre associée des Camionneuses, créatrices en 2014 de la première cuisine professionnelle partagée en Île-de-France et organisatrices d'événements street food.

## Livres
- Viêt Nam, avec Céline Pham et Emma Dufraissex (illustrations), collection épicerie du monde, Éditions La Plage, 2015  (ISBN 9782842214036).
- Biérographie : Comprendre tout l'univers de la bière en 100 dessins et schémas, avec Elisabeth Pierre et Mélody Denturck (illustrations), Éditions Hachette Pratique, 2015  (ISBN 9782013962667).
- Gin Lovers, Éditions Hachette Pratique, 2016  (ISBN 9782013962803).
- Tour de France des Saveurs - Voyage au pays des Appellations d’Origine Contrôlée, avec Maud Tyckaert, Éditions Belles Balades, 2019  (ISBN 9782846404952).
- Alcools et liqueurs maison, édition hachette, 2020